# Serdang Bedagai (huyện)
Huyện Serdang Bedagai là một huyện (kabupaten) thuộc tỉnh Bắc Sumatra, Indonesia. Huyện nằm ở bờ đông của Bắc Sumatra, đối diện với Malaysia, huyện có 95 km bờ biển, huyện bao quanh thành phố Tebing Tinggi. Huyện lỵ đóng ở Sei Rempah. Huyện có diện tích 1900 km2, sân số theo điều tra năm 2007 là 618.656 người.
Phía bắc huyện là eo biển Malacca, phía tây là huyện Deli Serdang, phía nam và đông nam là huyện Simalungun, phía đông là sông Buaya và sông Ular giáp huyện Batubara.

## Các đơn vị hành chính
Huyện gồm có 17 phó huyện hành chính (kecamatan) sau:
1. Bandar Khalipah
2. Bintang Bayu
3. Dolok Masihul
4. Dolok Merawan
5. Kotarih
6. Pantai Cermin
7. Pegajahan
8. Perbaungan
9. Sei Bamban
10. Sei Rampah
11. Serba Jadi
12. Silinda
13. Sipispis
14. Tanjung Beringin
15. Tebing Syahbandar
16. Tebingtinggi
17. Teluk Mengkudu